# 川邉サチコ
川邉 サチコ（かわべ サチコ、1938年 - ）は、川邉サチコ美容研究所代表。東京都出身。
娘は、美木ちがや。孫はスタイリスト・エディターの川邉伸太朗。

## 来歴
女子美術大学卒業後、22歳で結婚。義母芝山みよかの誘いで共にパリに渡り、1カ月滞在している間にメイクを学び、芝山サチコ名義で活動しはじめた。
1967年、東京・南青山に美容室を開店。35歳で離婚。1975年、アルファタッチ株式会社設立。1986年、企画デザイン会社・株式会社カクティ設立。1994年、川邉サチコ美容研究所設立、代表を務める。
（美容師養成施設を卒業していなければ、美容師免許は取得していない）。

## 著書
- 『自分が一番おもしろい「ビューティーホロスコープ」』（同文書院 1997）
- 『「女神メイク(ヴィーナスメイク)」効果!』（共著、三五館 2009）